# Mike Stapleton
Michael Patrick "Mike" Stapleton, född 5 maj 1966, är en kanadensisk före detta professionell ishockeyforward som tillbringade 14 säsonger i den nordamerikanska ishockeyligan National Hockey League (NHL), där han spelade för Chicago Blackhawks, Pittsburgh Penguins, Edmonton Oilers, Winnipeg Jets, Phoenix Coyotes, Atlanta Thrashers, Vancouver Canucks och New York Islanders. Han producerade 182 poäng (71 mål och 111 assists) samt drog på sig 342 utvisningsminuter på 697 grundspelsmatcher.
Han har tidigare spelat för Leksands IF i Elitserien; Esbo Blues och Tappara i Liiga; Saginaw Hawks och Indianapolis Ice i International Hockey League (IHL); Arvika Hockey i Division I samt Cornwall Royals i Ontario Hockey League (OHL).
Stapleton draftades av Chicago Black Hawks i sjunde rundan i 1984 års draft som 132:a spelare totalt.
Efter sin aktiva spelarkarriär har han arbetat för Traverse City North Stars (assisterande tränare); Erie Otters (assisterande tränare), Kanadas herrjuniorlandslag (assisterande tränare), Sault Ste. Marie Greyhounds (assisterande tränare och tränare) och Syracuse Crunch (assisterande tränare). Sedan 2014 arbetar Stapleton som talangscout för Anaheim Ducks i NHL.
Han är son till Pat Stapleton, morbror till Mark Kastelic samt svåger till Ed Kastelic.

## Statistik
| 1981–1982    | Strathroy Blades     | WOHL         | 42  | 25  | 18  | 43  | 38  | —  | —  | —  | —  | —  |
| 1982–1983    | Strathroy Blades     | WOHL         | 40  | 39  | 38  | 77  | 99  | 3  | 1  | 2  | 3  | 4  |
| 1983–1984    | Cornwall Royals      | OHL          | 70  | 45  | 69  | 94  | 3   | 1  | 2  | 3  | 4  |    |
| 1984–1985    | Cornwall Royals      | OHL          | 56  | 41  | 44  | 85  | 68  | 9  | 2  | 4  | 6  | 23 |
| 1985–1986    | Cornwall Royals      | OHL          | 56  | 39  | 65  | 104 | 74  | 6  | 2  | 3  | 5  | 2  |
| 1986–1987    | Chicago Blackhawks   | NHL          | 39  | 3   | 6   | 9   | 6   | 4  | 0  | 0  | 0  | 2  |
|              | Kanadas herrlandslag |              | 21  | 2   | 4   | 6   | 4   | —  | —  | —  | —  | —  |
| 1987–1988    | Chicago Blackhawks   | NHL          | 43  | 2   | 9   | 11  | 59  | —  | —  | —  | —  | —  |
|              | Saginaw Hawks        | IHL          | 31  | 11  | 19  | 30  | 52  | 10 | 5  | 6  | 11 | 10 |
| 1988–1989    | Chicago Blackhawks   | NHL          | 7   | 0   | 1   | 1   | 7   | —  | —  | —  | —  | —  |
|              | Saginaw Hawks        | IHL          | 69  | 21  | 47  | 68  | 162 | 6  | 1  | 3  | 4  | 4  |
| 1989–1990    | Arvika Hockey        | Division 1   | 32  | 15  | 19  | 34  | 49  | —  | —  | —  | —  | —  |
|              | Indianapolis Ice     | IHL          | 16  | 5   | 10  | 15  | 6   | 13 | 9  | 10 | 19 | 38 |
| 1990–1991    | Chicago Blackhawks   | NHL          | 7   | 0   | 1   | 1   | 2   | —  | —  | —  | —  | —  |
|              | Indianapolis Ice     | IHL          | 75  | 29  | 52  | 81  | 76  | 7  | 1  | 4  | 5  | 0  |
| 1991–1992    | Chicago Blackhawks   | NHL          | 19  | 4   | 4   | 8   | 8   | —  | —  | —  | —  | —  |
|              | Indianapolis Ice     | IHL          | 59  | 18  | 40  | 58  | 65  | —  | —  | —  | —  | —  |
| 1992–1993    | Pittsburgh Penguins  | NHL          | 78  | 4   | 9   | 13  | 10  | 4  | 0  | 0  | 0  | 0  |
| 1993–1994    | Pittsburgh Penguins  | NHL          | 58  | 7   | 4   | 11  | 18  | —  | —  | —  | —  | —  |
|              | Edmonton Oilers      | NHL          | 23  | 5   | 9   | 14  | 28  | —  | —  | —  | —  | —  |
| 1994–1995    | Edmonton Oilers      | NHL          | 46  | 6   | 11  | 17  | 21  | —  | —  | —  | —  | —  |
| 1995–1996    | Winnipeg Jets        | NHL          | 58  | 10  | 14  | 24  | 37  | 6  | 0  | 0  | 0  | 21 |
| 1996–1997    | Phoenix Coyotes      | NHL          | 55  | 4   | 11  | 15  | 36  | 7  | 0  | 0  | 0  | 14 |
| 1997–1998    | Phoenix Coyotes      | NHL          | 64  | 5   | 5   | 10  | 36  | 6  | 0  | 0  | 0  | 2  |
| 1998–1999    | Phoenix Coyotes      | NHL          | 76  | 9   | 9   | 18  | 34  | 7  | 1  | 0  | 1  | 0  |
| 1999–2000    | Atlanta Thrashers    | NHL          | 62  | 10  | 12  | 22  | 30  | —  | —  | —  | —  | —  |
| 2000–2001    | Vancouver Canucks    | NHL          | 18  | 1   | 2   | 3   | 8   | —  | —  | —  | —  | —  |
|              | New York Islanders   | NHL          | 34  | 1   | 4   | 5   | 2   | —  | —  | —  | —  | —  |
| 2001–2002    | Esbo Blues           | Liiga        | 41  | 18  | 19  | 37  | 42  | 3  | 0  | 0  | 0  | 4  |
| 2002–2003    | Leksands IF          | Elitserien   | 19  | 5   | 5   | 10  | 10  | —  | —  | —  | —  | —  |
|              | Esbo Blues           | Liiga        | 33  | 8   | 20  | 28  | 55  | 7  | 1  | 2  | 3  | 10 |
| 2003–2004    | Tappara              | Liiga        | 18  | 6   | 12  | 18  | 26  | 3  | 1  | 1  | 2  | 2  |
| NHL totalt   | NHL totalt           | NHL totalt   | 687 | 71  | 111 | 182 | 342 | 34 | 1  | 0  | 1  | 39 |
| Liiga totalt | Liiga totalt         | Liiga totalt | 92  | 32  | 51  | 83  | 123 | 13 | 2  | 3  | 5  | 16 |
| IHL totalt   | IHL totalt           | IHL totalt   | 250 | 84  | 168 | 252 | 361 | 36 | 16 | 23 | 39 | 52 |
| OHL totalt   | OHL totalt           | OHL totalt   | 182 | 104 | 154 | 258 | 236 | 18 | 5  | 9  | 14 | 29 |

### Internationellt
| Källa:        | Källa:        | Källa:        |         | Utv = Utvisningsminuter | Utv = Utvisningsminuter | Utv = Utvisningsminuter | Utv = Utvisningsminuter | Utv = Utvisningsminuter |
| År            | Lag           | Mästerskap    | Matcher | Mål                     | Assists                 | Poäng                   | Utv                     |                         |
| ------------- | ------------- | ------------- | ------- | ----------------------- | ----------------------- | ----------------------- | ----------------------- | ----------------------- |
| 1984          | Kanada        | JVM           | 7       | 3                       | 3                       | 6                       | —                       |                         |
| Junior totalt | Junior totalt | Junior totalt | 7       | 3                       | 3                       | 6                       | —                       |                         |